# Standbeeld Albert Einstein

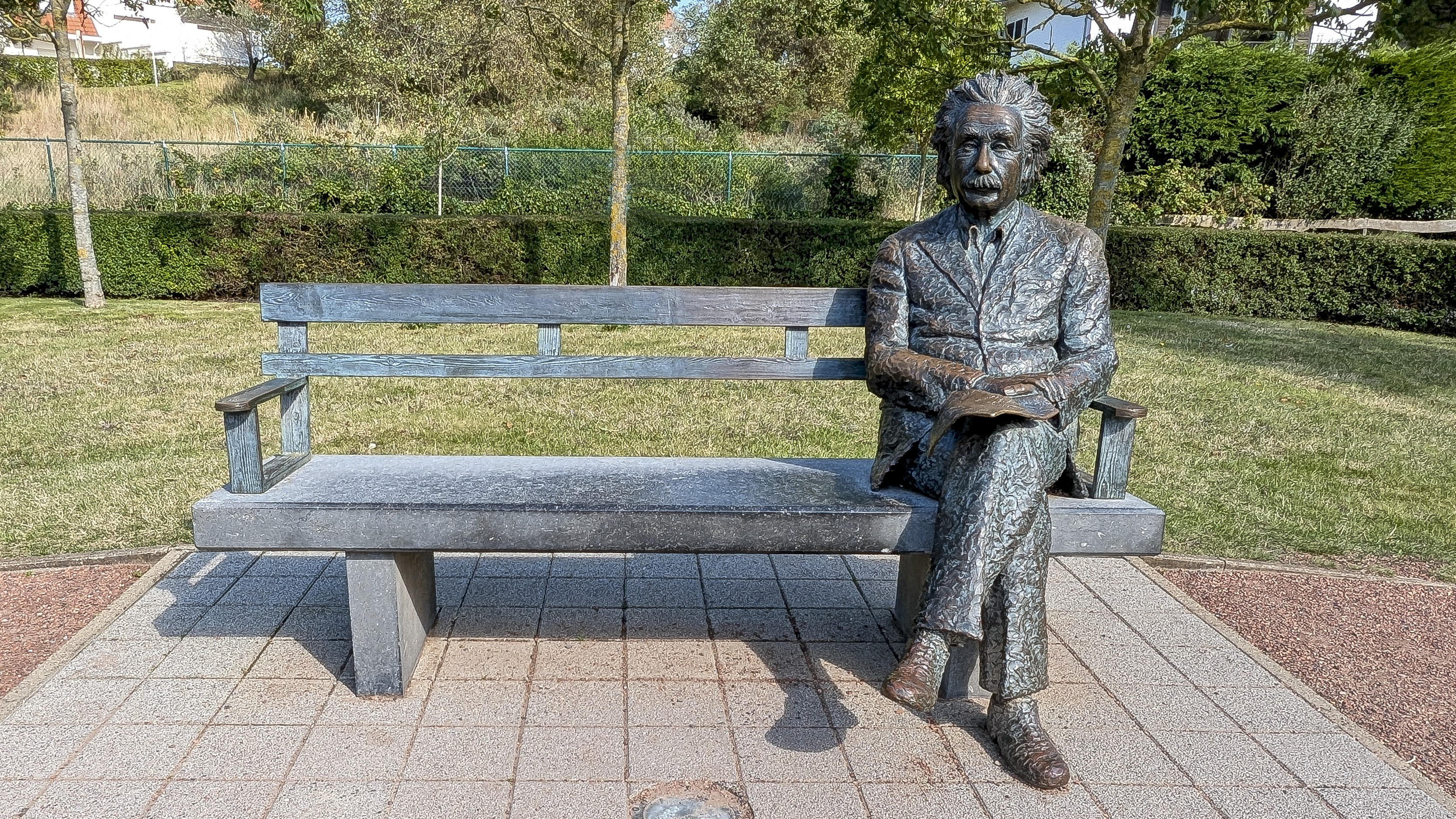
Standbeeld Albert Einstein

Het standbeeld van Albert Einstein in het Belgische De Haan staat sinds 16 december 2006 in de Normandiëlaan in het stadscentrum. Johnny Werbrouck ontwierp het ter nagedachtenis aan het verblijf van Albert Einstein, van maart tot september 1933.

## Geschiedenis
Toen Adolf Hitler in 1933 in Duitsland tot rijkskanselier benoemd werd, was Albert Einstein samen met zijn vrouw Elsa op terugreis uit de Verenigde Staten. Op de pakketboot Belgenland van de Red Star Line vernam hij het nieuws dat de nazi's al zijn bezittingen hadden aangeslagen en een heksenjacht op de Joden ontketenden.
Op dinsdag 28 maart 1933 meerde het schip aan in Antwerpen, waar het echtpaar Einstein begroet werd door het stadsbestuur, een aantal professoren, enkele Vlaamse vrienden en journalisten uit binnen- en buitenland. In het Century Hotel op de De Keyserlei maakte hij zijn beslissing bekend niet naar Duitsland door te reizen. Hij schreef zijn ontslagbrief aan de Pruisische Academie voor Wetenschappen en zou enkele maanden in België verblijven. Vanuit Antwerpen spoorde Einstein naar Oostende en vandaar met de kusttram naar De Haan.

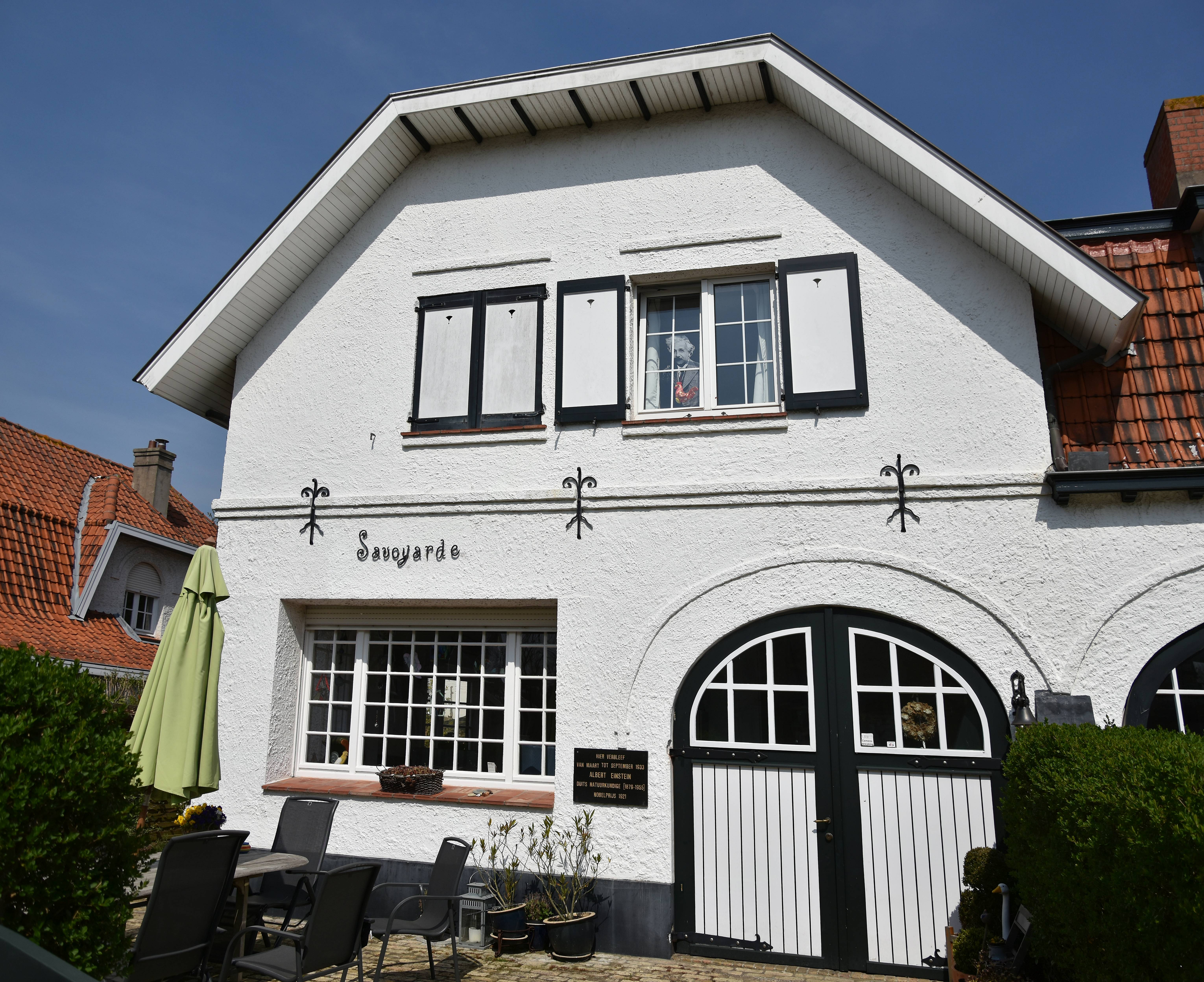
Villa Savoyarde

Einstein en zijn vrouw namen hun intrek in villa Savoyarde in de Shakespearelaan. Al de herrie om zijn persoon belette Einstein niet om er enkele vrienden te ontvangen zoals de schilders James Ensor, Félix Labisse, Alfons Blomme en de schrijver Aldous Huxley.
Op 12 april 1933 werd de gendarmerie-brigade van De Haan met de moeilijke opdracht belast om op een discrete wijze de veiligheid van de geleerde te verzekeren. De acute dreiging na de publicatie van het Braunbuch en het uitloven van een beloning op het hoofd van Einstein, kon de geleerde niet langer naast zich neerleggen. Op 8 september 1933 's avonds verliet hij De Haan, richting Engeland. Hij verbleef enige tijd in het Verenigd Koninkrijk om zich dan definitief in Princeton in de VS te vestigen, waar hij overleed op 18 april 1955.

## Nagedachtenis
Behalve het figureren in enkele documentaires en in een Oost-Duitse langspeelfilm (1988) over deze natuurkundige, plaatste de gemeente De Haan eind 2006 in de Normandiëlaan een standbeeld voor Einstein. De wandelgids ‘In de voetsporen van Einstein’ vertelt het verhaal van de badplaats op achttien locaties in de beschermde villawijk 'de Concessie'.

## Galerij

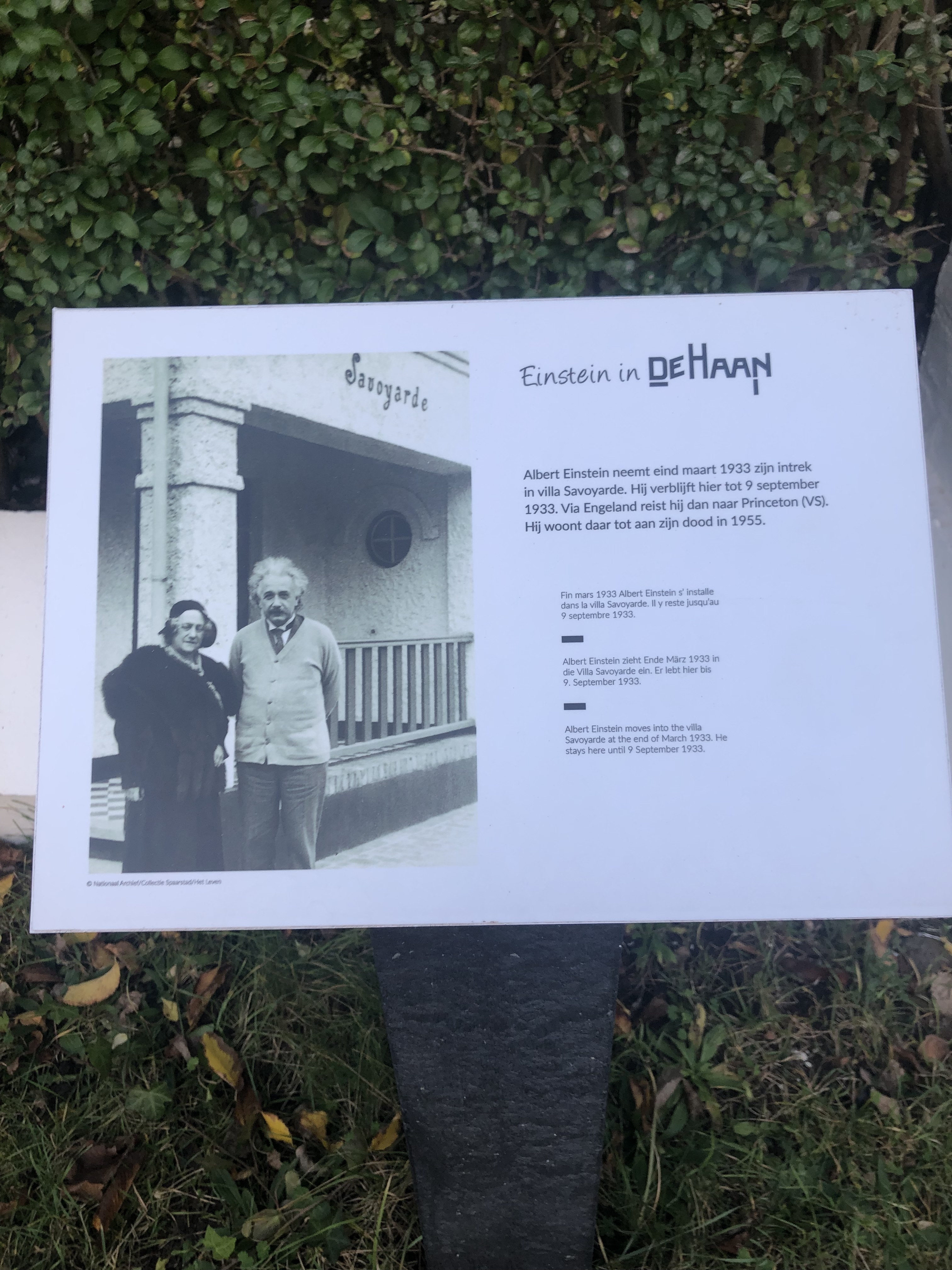
Infobord tijdens wandeling 'In de voetsporen van Einstein'
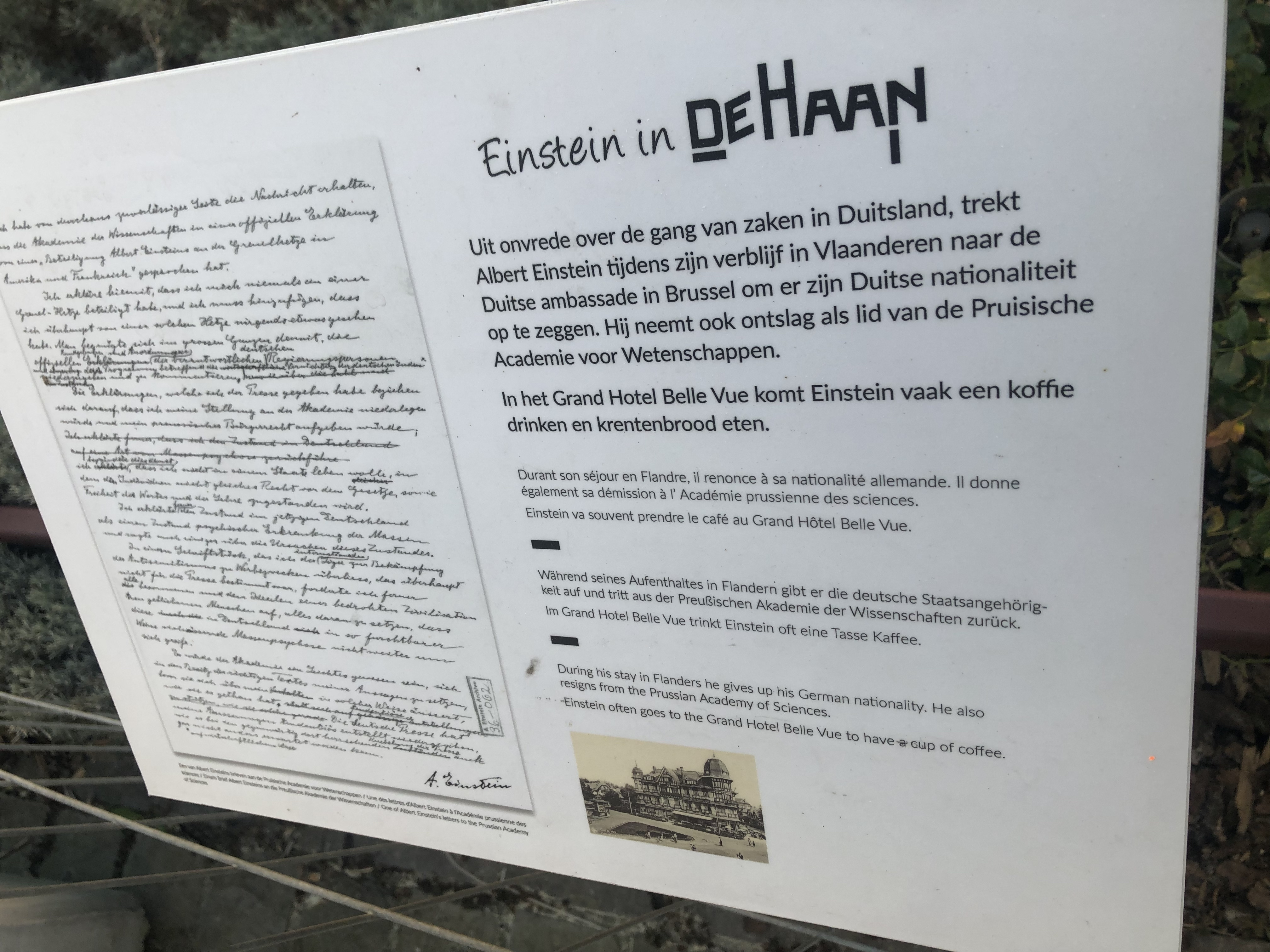
Infobord tijdens wandeling 'In de voetsporen van Einstein'
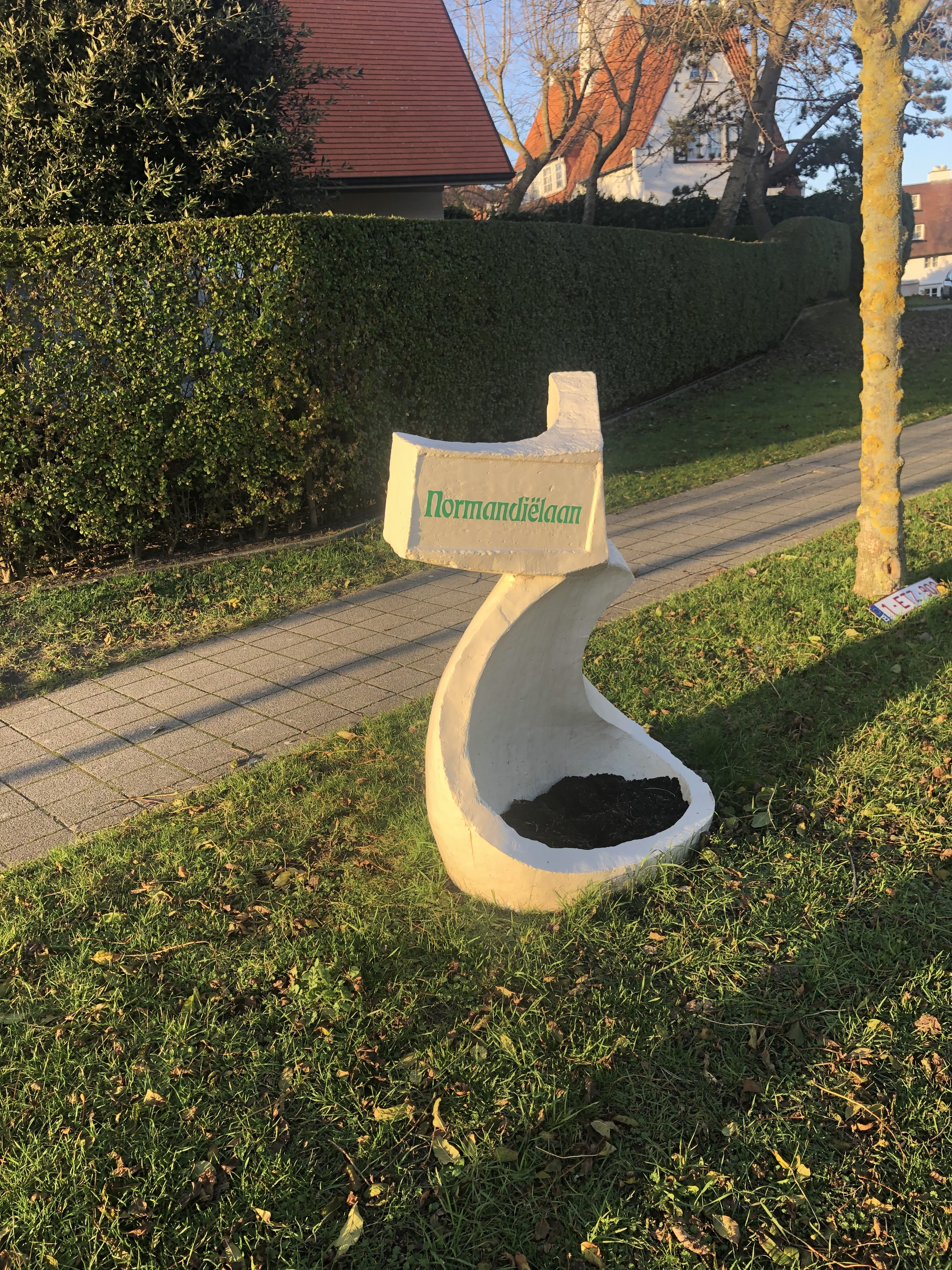
Normandiëlaan
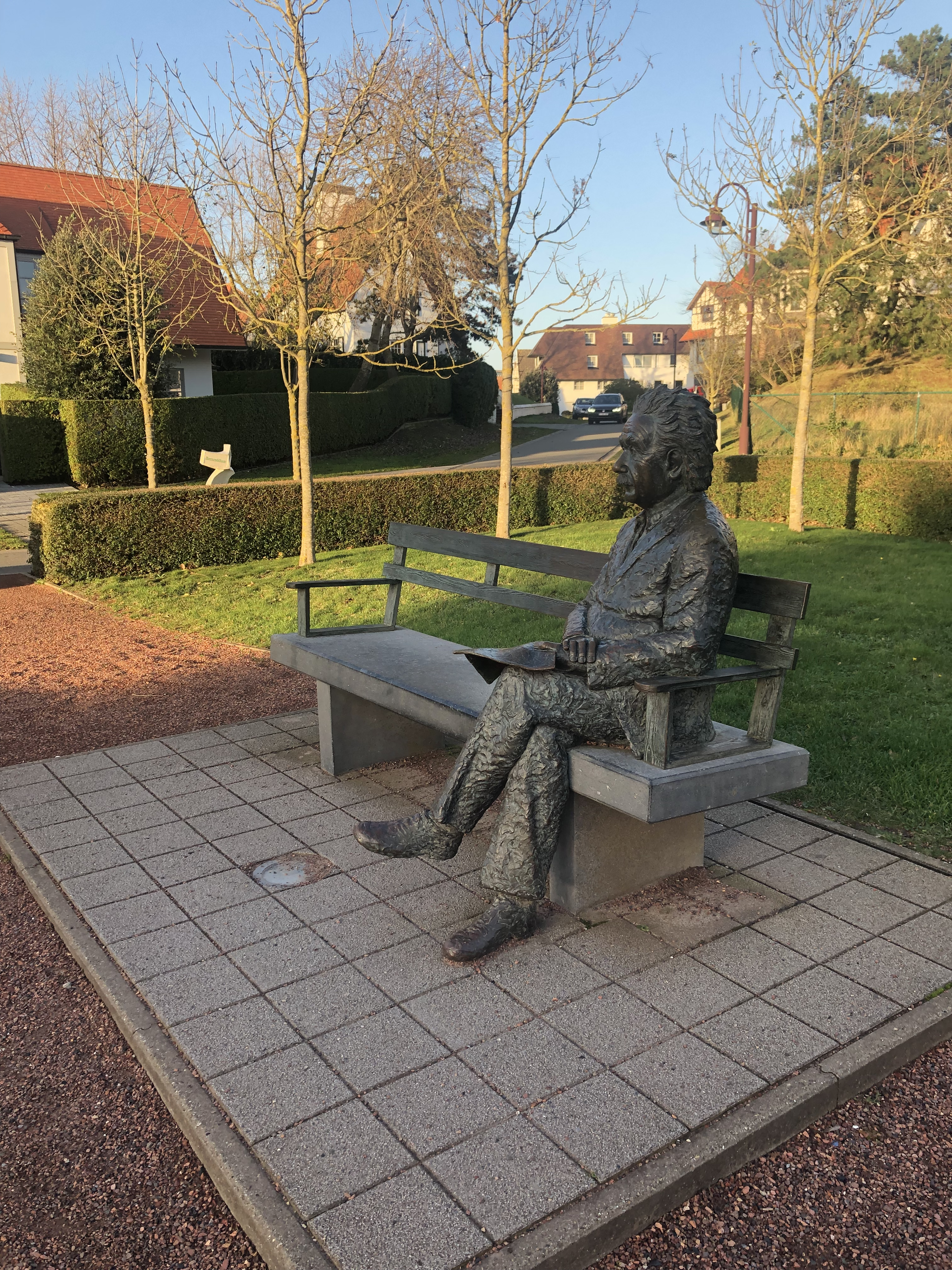